# Трайбека
Трайбека (на английски: TriBeCa) е квартал в западната долна част на Манхатън – Ню Йорк.
По подобие на Сохо и Нохо, името на квартала е получено от началните срички на описващия израз „Triangle Below Canal Street“ (Триъгълника под улица „Канал Стрийт“). Населението на квартала е 17 362 души към 2016 г.
През последните две десетилетия Трайбека се превръща в един от модните квартали на САЩ и изобщо едно от най-желаните за обитаване места. Множество знаменитости от света на киното и музиката имат жилища в района. Сред емблематичните жители на Трайбека е актьорът Робърт Де Ниро, който участва активно в развитието на района, инициирайки най-различни инвестиционни начинания. Той е и съучредител на станалия много популярен „Филмов фестивал Трайбека“.
През 2006 година списание „Форбс“ класира квартала като най-скъпия в Ню Йорк.

## Описание

### Разположение
За граници на квартала се смятат: улица „Канал“ на север, отвъд която е кварталът Сохо; „Бродуей“ авеню на изток, отвъд което са разположени Чайнатаун и Градския център; „Западна улица“ по протежение на крайбрежието по Хъдзън. За границата в южна посока първоначално се смята улица „Чамбърс“. Големите строителни проекти обаче, задвижени през последните години южно от „Чамбърс“, карат мнозина да смятат за граница в това направление улица Весей, отделяща Финансовия квартал в най-южната част на Манхатън.

### Демография
Според преброяването от 2000 година Трайбека има 10 395 жители, които се разпределят по расов показател както следва:
- Бели – 82,34%
- Азиатци – 7,96%
- Афроамериканци – 4,89%
- Смесени – 3,02%
- Местно население (индианци) – 0,10%

От всичките жители – 18,2% са родени извън територията на САЩ.

## Галерия
| Улица „Хъдзън“. | Улица „Гринуич“. | Пауъл билдинг улица Хъдзън |
| --------------- | ---------------- | -------------------------- |
|                 |                  |                            |